# Glashaus (Herten)

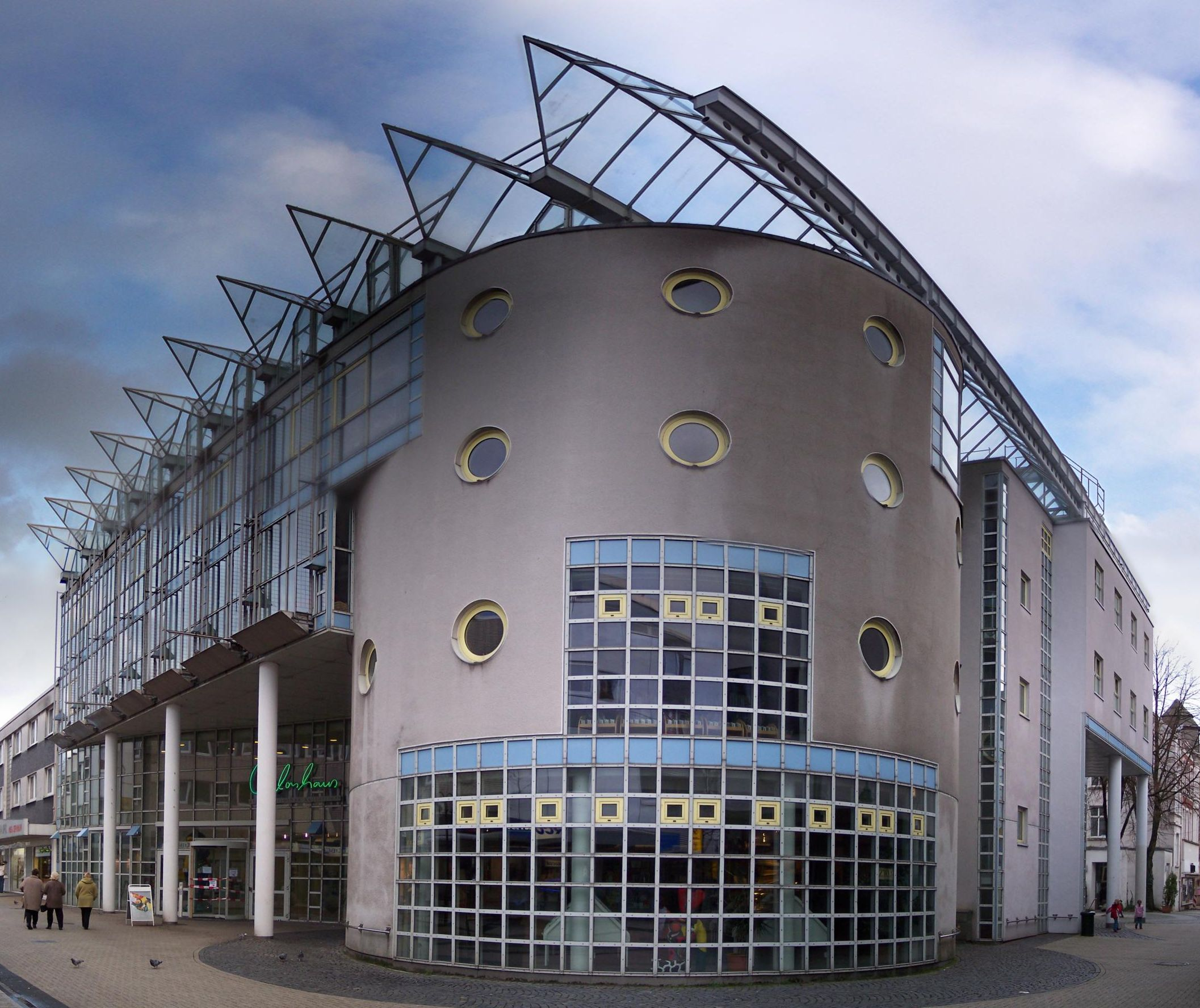
Glashaus Herten

Das Glashaus ist ein Treffpunkt in der Hertener Innenstadt. Es hat sich als Kongresszentrum und Kulturtreff bewährt und beherbergt darüber hinaus die Stadtbibliothek. Der Blickfang des Hauses ist eine 13 m hohe Rotunde. Zugleich bildet sie als Ort der Begegnung das Herz des Glashauses.

## Hintergrund
Die Idee zur Einrichtung eines kulturellen Treffpunktes in der Hertener Innenstadt, bei dem nicht Konsum, sondern Kommunikation und Bildung im Vordergrund stehen, stammt von dem Hertener Ehrenbürger und Fleischfabrikanten Karl Ludwig Schweisfurth. Um die Realisierung des Baus voranzutreiben, stellte Schweisfurth der Stadt 1 Mio. DM zu Planungszwecken zur Verfügung. Als Vorlage diente das Muster der Pyramide im Kräuterhof.

## Architektur
Der Entwurf zum Glashaus stammt vom Tübinger Architekturbüro LOG-ID/Dieter Schempp. Das Glashaus ist geprägt durch seine futuristische Architektur, die sich dennoch harmonisch in das Umfeld einfügt. So passt sich das Design auf der Hermannstraße an die glatten Fassaden der Nachbarhäuser an, am Jakobsplatz werden die Formen der nebenstehenden Häuser aufgenommen. Die Galerien der Glasrotunde dienen bei Veranstaltungen als Zuschauerlogen.
Der erste Spatenstich erfolgte im November 1991, die Stadtbücherei wurde im Mai 1994 eröffnet, das Gesamthaus eröffnete vier Monate später.
Die Baukosten betrugen 25,7 Mio. DM (13,14 Mio. EUR).

## Energiekonzept
Die Beheizung des Glashauses erfolgt durch die Kombination von Fernwärme und dem Konzept der „grünen Solararchitektur“. Die Luft wird in der Glasrotunde und Zwischenräumen zwischen Gebäudedecke und Glasdach (Luftkollektoren) erwärmt. Die erwärmte Luft strömt im Winter in die Bibliothek. Zusammen mit der Fernwärme werden die Räumlichkeiten angenehm temperiert. Die verbrauchte Luft wird durch die Rotunde geleitet, wo sie von den subtropischen Pflanzen mit Sauerstoff angereichert und von Schadstoffen gesäubert wird. Das gesamte Klimasystem ist computer- und sensorgesteuert, so dass gegenüber herkömmlichen Systemen ca. 30 % an Energie eingespart werden.

## Bibliothek
Die „neue“ Stadtbücherei Herten bietet ein reichhaltiges Angebot:
Sachbücher, Fachliteratur, Romane oder Kinderbücher und Jugendliteratur, Software (Anwendungen und Spiele), Videos auf VHS oder DVD, aktuelle Printmedien oder Trends wie zum Beispiel Hörbücher und CDs.
Auf über 2000 m² sind hier insgesamt über 100.000 Bücher und andere Medien zu finden.
Daneben verfügt die Bibliothek über öffentlich zugängliche PCs und Internet-Arbeitsplätze.
Eine Besonderheit der Bibliothek sind die „rollenden“ Regale in der Kinder-/Jugendbücherei, durch die Platz für Gruppen geschafft werden kann.
Mit der Eröffnung der Stadtbibliothek im Glashaus wurden die Stadtteilbibliotheken in Herten aufgegeben.

## Kulturtreff
Seit der Eröffnung 1994 hat sich das Glashaus einen Namen als Tagungsort gemacht. Die multifunktionalen, mit moderner Technik ausgestatteten Räumlichkeiten eignen sich für Seminare und Tagungen ebenso wie für Messen, Kongresse und Festlichkeiten. Je nach Bestuhlung finden hier 120 bis 350 Personen Platz. Außerdem gab es ein Solokonzert des Gitarristen Paul Shigihara sowie Louisiana Red zusammen mit dem Sänger und Multiinstrumentalisten Ralf Mähnhöfer.